# Parral (Chili)
Parral is een gemeente in de Chileense provincie Linares in de regio Maule. Parral telde 41.637 inwoners in 2017 en heeft een oppervlakte van 1638 km².

## Geboren
- Pablo Neruda (1904-1973), schrijver en Nobelprijswinnaar (1971)

- Gemeinsame Normdatei: 4196387-8
- MusicBrainz: 62b51b45-2977-475b-9d33-ca6ad33d91a3
- Virtual International Authority File: 245701315